# Імені Саїфа Рахімзод Афарді
імені Саї́фа Рахімзо́д Афа́рді (тадж. ба номи Сайф Раҳимзод Афардӣ) — село у складі Хатлонської області Таджикистану. Входить до складу Дехконаріцького джамоату Фархорського району.
Село засноване у другій половині 1940-их років. Колишня назва — Бобосафол-Пойон, сучасна назва — з 29 березня 2012 року. Назване на честь Саїфа Рахіма.
Населення — 3336 осіб (2010; 3698 в 2009, 1507 в 1976).
Національний склад станом на 1976 рік — таджики.